# Ignaz Sigl
Ignaz Sigl (Floridsdorf, 11 febbraio 1902 – Vienna, 9 agosto 1986) è stato un calciatore austriaco, di ruolo attaccante.

## Carriera
Fu capitano dell'Admira Vienna, con il quale vinse 3 campionati (1927, 1928, 1932) e 2 Coppe d'Austria (1928, 1932).

## Palmarès

### Club

#### Competizioni nazionali
- Campionato austriaco: 3

Admira Vienna: 1926-1927, 1927-1928, 1931-1932
- Coppa d'Austria: 2

Admira Vienna: 1927-1928, 1931-1932